# Liste der Kulturdenkmäler in Kirdorf
Die folgende Liste enthält die in der Denkmaltopographie ausgewiesenen Kulturdenkmäler auf dem Gebiet des Ortsteils Kirdorf der  Stadt Bad Homburg vor der Höhe, Hochtaunuskreis, Hessen.
Hinweis: Die Reihenfolge der Denkmäler in dieser Liste orientiert sich an der Anschrift, alternativ ist sie auch nach der Bezeichnung, der vom Landesamt für Denkmalpflege vergebenen Nummer oder der Bauzeit sortierbar.
Kulturdenkmäler werden fortlaufend im Denkmalverzeichnis des Landes Hessen durch das Landesamt für Denkmalpflege Hessen auf Basis des Hessischen Denkmalschutzgesetzes (HDSchG) geführt. Die Schutzwürdigkeit eines Kulturdenkmals hängt nicht von der Eintragung in das Denkmalverzeichnis des Landes Hessen oder der Veröffentlichung in der Denkmaltopographie ab.

## Liste der Kulturdenkmäler
| Bild                                          | Bezeichnung                                                                 | Lage                                                                                             | Beschreibung | Bauzeit                | Objekt-Nr. |
| --------------------------------------------- | --------------------------------------------------------------------------- | ------------------------------------------------------------------------------------------------ | --- | ---------------------- | ---------- |
| Kreuzigungsgruppe                             | Kreuzigungsgruppe                                                           | Kirdorf, Am Kirchberg o. Nr. LageFlur: 12, Flurstück: 239                                        | Aus Buntsandstein bestehende Kreuzigungsgruppe aus dem Jahr 1907 | 1907                   | 7536 DDB   |
| weitere Bilder                                | Katholische Pfarrkirche St. Johannes                                        | Kirdorf, Am Kirchberg o. Nr. LageFlur: 12, Flurstück: 239                                        | | 1858 bis 1862          | 7534 DDB   |
| Katholisches Pfarrhaus                        | Katholisches Pfarrhaus                                                      | Kirdorf, Am Kirchberg 2 LageFlur: 12, Flurstück: 238/1                                           | | 1795                   | 7532 DDB   |
| Fachwerkwohnhaus                              | Fachwerkwohnhaus                                                            | Kirdorf, Am Kirchberg 57 LageFlur: 12, Flurstück: 241                                            | | 1695 bis 1705          | 7538 DDB   |
| Relief                                        | Relief                                                                      | Kirdorf, Am Schwesternhaus 2 LageFlur: 1, Flurstück: 229/3                                       | | Anfang 17. Jahrhundert | 7565 DDB   |
| weitere Bilder                                | Schwesternhaus                                                              | Kirdorf, Am Schwesternhaus 2 LageFlur: 11, Flurstück: 229/3                                      | | 1874                   | 7563 DDB   |
| Keilstein                                     | Keilstein                                                                   | Kirdorf, Bachstraße o. Nr. LageFlur: 12, Flurstück: 461/7                                        | Schlussstein der 1826 projektierten und um 1830 in Verbindung mit dem Ausbau der Chaussee Homburg-Friedberg unter Landgraf Ludwig über den Kirdorfer Bach errichteten Brücke. Der keilförmige Stein trägt das landgräfliche Wappen und eine spätere Inschrift mit fälschlicher Jahreszahl: „Schluss-Stein der alten Brücke von 1867“. | 1825 bis 1835          | 7595 DDB   |
| Wegekreuz                                     | Wegekreuz                                                                   | Kirdorf, Bachstraße o. Nr. LageFlur: 11, Flurstück: 231/14                                       | Gebaut im Jahr 1807 aus Buntsandstein |                        | 7583 DDB   |
| weitere Bilder                                | Alte Schule                                                                 | Kirdorf, Bachstraße 2 LageFlur: 11, Flurstück: 104                                               | | 1827                   | 7585 DDB   |
| Wohnhaus                                      | Wohnhaus                                                                    | Kirdorf, Bachstraße 4 LageFlur: 11, Flurstück: 105/4                                             | | Anfang 19. Jahrhundert | 7587 DDB   |
| Wohnhaus                                      | Wohnhaus                                                                    | Kirdorf, Bachstraße 6 LageFlur: 11, Flurstück: 106/2                                             | | Anfang 19. Jahrhundert | 7589 DDB   |
| Wohnhaus                                      | Wohnhaus                                                                    | Kirdorf, Bachstraße 8 LageFlur: 11, Flurstück: 271/107                                           | | Anfang 18. Jahrhundert | 7591 DDB   |
| Wohnhaus                                      | Wohnhaus                                                                    | Kirdorf, Bachstraße 15/17 LageFlur: 12, Flurstück: 348/1                                         | | Ende 19. Jahrhundert   | 7593 DDB   |
| Städt. Friedhof Kirdorf / Kreuz               | Städt. Friedhof Kirdorf / Kreuz                                             | Kirdorf, Friedensstraße 3a LageFlur: 14, Flurstück: 1/2                                          | |                        | 7751 DDB   |
| Bild gesucht BW                               | Fachwerkscheune                                                             | Kirdorf, Fußgasse 5 LageFlur: 12, Flurstück: 101                                                 | | 1623                   | 7757 DDB   |
| Bild gesucht BW                               | Obere Brendelstraße                                                         | Kirdorf, Gesamtanlage Lage                                                                       | Obere Brendelstraße: 21, 23 (KD), 45 (KD), 47 (KD), 49, 51 30 (KD), 32, 34, 36 (KD), 38, 40, 42 (KD), 46 Die Gesamtanlage VI Obere Brendelstraße umfasst die beidseitige Bebauung mit den Nummern 21, 23, 45-51 und 30-42, 46. Nicht miteinbezogen sind die beiden ecklagigen Mehrfamilienhäuser Nr. 25 und Nr. 43.                   |                        | 7478 DDB   |
| Bild gesucht BW                               | Ortskern Kirdorf                                                            | Kirdorf, Gesamtanlage Lage                                                                       | Am Kirchberg: 55, 57 (KD), 59 Hauptstraße: 19, 21, 23, 25 16, 18, 20, 22 (KD), 24, 26 Raiffeisenstraße: 1, 11 2 (KD), 4, 6 Raiffeisenplatz Steingasse: 1 (KD), 3, 5, 7 6, 8, 10 |                        | 7492 DDB   |
| Bild gesucht BW                               | Rathgasse                                                                   | Kirdorf, Gesamtanlage Lage                                                                       | Rathgasse: 3, 5, 7/9, 11, 13, 15 6, 8, 10/12 |                        | 7482 DDB   |
| weitere Bilder                                | Waldfriedhof                                                                | Kirdorf, Gesamtanlage Lage                                                                       | |                        | 7490 DDB   |
| weitere Bilder                                | Gluckenstein                                                                | Kirdorf, Gluckensteinweg 99 LageFlur: 16, Flurstück: 262/12                                      | | 1536                   | 7767 DDB   |
| Fachwerkwohnhaus                              | Fachwerkwohnhaus                                                            | Kirdorf, Grabengasse 3 LageFlur: 12, Flurstück: 279/2                                            | | 1725 bis 1775          | 7769 DDB   |
| Fachwerkwohnhaus                              | Fachwerkwohnhaus                                                            | Kirdorf, Hauptstraße 1 LageFlur: 12, Flurstück: 220                                              | | 1611                   | 7778 DDB   |
| Fachwerkwohnhaus                              | Fachwerkwohnhaus                                                            | Kirdorf, Hauptstraße 5 LageFlur: 12, Flurstück: 222                                              | | Anfang 17. Jahrhundert | 7780 DDB   |
| Fachwerkwohnhaus                              | Fachwerkwohnhaus                                                            | Kirdorf, Hauptstraße 22 LageFlur: 12, Flurstück: 152                                             | | Anfang 18. Jahrhundert | 7782 DDB   |
| Wohnhaus                                      | Wohnhaus                                                                    | Kirdorf, Hauptstraße 38 LageFlur: 12, Flurstück: 59/2                                            | |                        | 7784 DDB   |
| Wegekreuz                                     | Wegekreuz                                                                   | Kirdorf, Herrnackerstraße o. Nr. LageFlur: 12, Flurstück: 447/2                                  | | 1874                   | 7788 DDB   |
| Villa                                         | Villa                                                                       | Kirdorf, Hölderlinweg 24 LageFlur: 7, Flurstück: 485/52                                          | |                        | 7818 DDB   |
| Villa mit Ausstattung                         | Villa mit Ausstattung                                                       | Kirdorf, Hölderlinweg 28 LageFlur: 7, Flurstück: 468/4                                           | | Anfang 20. Jahrhundert | 7820 DDB   |
| Rabenstein, Fels mit Monogramm                | Rabenstein, Fels mit Monogramm                                              | Kirdorf, Höllsteinstraße o. Nr. LageFlur: 22, Flurstück: 125/1                                   | |                        | 7828 DDB   |
| weitere Bilder                                | Ehrenmal für Soldaten des Ersten Weltkrieges (Kriegerdenkmal am Rabenstein) | Kirdorf, Höllsteinstraße o. Nr. LageFlur: 22, Flurstück: 125/1                                   | 1927 wurde nach einem Entwurf von Dr. Ludwig Lipp aus Schiefer und Lavastein das gotisierende Ehrenmal erbaut. Im wie eine Grabkammer wirkenden Innenraum befindet sich die Figur eines gefallenen Soldaten des Bildhauers Carl Stock.                                                                                                | 1927                   | 7826 DDB   |
| Villa                                         | Villa                                                                       | Kirdorf, Höllsteinstraße 2 LageFlur: 7, Flurstück: 556/1                                         | | 1908                   | 7822 DDB   |
| Kirdorf, Höllsteinstraße 28, Tor              | Tor                                                                         | Kirdorf, Höllsteinstraße (bei Nr. 28) LageFlur: 7, Flurstück: 424/15                             | | 1885 bis 1895          | 7824 DDB   |
| weitere Bilder                                | Kurpark, Vertriebenendenkmal                                                | Kirdorf, Kaiser-Wilhelm-Jubiläumspark (Kaiser-Friedrich-Promenade) LageFlur: 9, Flurstück: 243/9 | | 1982                   | 8041 DDB   |
| Kurpark, Durstbrunnen                         | Kurpark, Durstbrunnen                                                       | Kirdorf, Kaiser-Wilhelm-Jubiläumspark (Kaiser-Friedrich-Promenade) LageFlur: 9, Flurstück: 243/9 | | Anfang 20. Jahrhundert | 7995 DDB   |
| Kurpark, Denkmal Kaiser Wilhelm II            | Kurpark, Denkmal Kaiser Wilhelm II                                          | Kirdorf, Kaiser-Wilhelm-Jubiläumspark (Kaiser-Friedrich-Promenade) LageFlur: 9, Flurstück: 249/9 | |                        | 8021 DDB   |
| Bild gesucht BW                               | Kurpark, Holzkreuz                                                          | Kirdorf, Kaiser-Wilhelm-Jubiläumspark (Kaiser-Friedrich-Promenade) LageFlur: 9, Flurstück: 243/9 | | 1953                   | 8039 DDB   |
| Wegekreuz                                     | Wegekreuz                                                                   | Kirdorf, Kirdorfer Straße o. Nr. LageFlur: 10, Flurstück: 322/1                                  | | 1825 bis 1875          | 8500 DDB   |
| weitere Bilder                                | Wendelinkapelle                                                             | Kirdorf, Kirdorfer Straße o. Nr. LageFlur: 10, Flurstück: 322/1                                  | | 1816 bis 1826          | 8498 DDB   |
| Wohnhaus                                      | Wohnhaus                                                                    | Kirdorf, Kirdorfer Straße 3/5 LageFlur: 10, Flurstück: 830/402, 831/402                          | | 1895 bis 1905          | 8492 DDB   |
| Wohnhaus                                      | Wohnhaus                                                                    | Kirdorf, Kirdorfer Straße 25 LageFlur: 10, Flurstück: 391/6                                      | | 1875 bis 1885          | 8494 DDB   |
| Nebengebäude                                  | Nebengebäude                                                                | Kirdorf, Kirdorfer Straße 34 LageFlur: 10, Flurstück: 287/10                                     | | 1885 bis 1895          | 8496 DDB   |
| Bad Homburg, Paul-Ehrlich-Klinik, Gedenkstein | Denkmal Dr. Ehrlich                                                         | Kirdorf, Landgrafenstraße 2/4/6/8 LageFlur: 9, Flurstück: 10/2                                   | |                        | 8045 DDB   |
| Landgrafenstraße 10                           | Villa                                                                       | Kirdorf, Landgrafenstraße 10 LageFlur: 9, Flurstück: 10/3                                        | | 1901                   | 8047 DDB   |
| Villa mit Ausstattung und Einfriedung         | Villa mit Ausstattung und Einfriedung                                       | Kirdorf, Landgrafenstraße 24b LageFlur: 9, Flurstück: 237/22                                     | | 1905                   | 8049 DDB   |
| Villa mit Einfriedung                         | Villa mit Einfriedung                                                       | Kirdorf, Landgrafenstraße 26 LageFlur: 9, Flurstück: 20/1                                        | |                        | 8051 DDB   |
| Villa                                         | Villa                                                                       | Kirdorf, Landgrafenstraße 28/30 LageFlur: 9, Flurstück: 190/20, 191/20                           | |                        | 8053 DDB   |
| Wegekreuz                                     | Wegekreuz                                                                   | Kirdorf, Obere Brendelstraße o. Nr. LageFlur: 10, Flurstück: 486/3                               | | 1870                   | 8502 DDB   |
| Villa                                         | Villa                                                                       | Kirdorf, Obere Brendelstraße 23 LageFlur: 10, Flurstück: 246/1                                   | |                        | 8186 DDB   |
| Villa                                         | Villa                                                                       | Kirdorf, Obere Brendelstraße 30 LageFlur: 10, Flurstück: 778/222                                 | |                        | 8188 DDB   |
| Wohnhaus                                      | Wohnhaus                                                                    | Kirdorf, Obere Brendelstraße 36 LageFlur: 10, Flurstück: 227/1                                   | |                        | 8190 DDB   |
| Villa                                         | Villa                                                                       | Kirdorf, Obere Brendelstraße 42 LageFlur: 10, Flurstück: 826/231, 827/235                        | |                        | 8192 DDB   |
| Villa                                         | Villa                                                                       | Kirdorf, Obere Brendelstraße 45 LageFlur: 10, Flurstück: 270/9                                   | |                        | 8194 DDB   |
| Villa                                         | Villa                                                                       | Kirdorf, Obere Brendelstraße 47 LageFlur: 10, Flurstück: 276/5                                   | |                        | 8196 DDB   |
| Bild gesucht BW                               | Villa                                                                       | Kirdorf, Ottilienstraße 6/8 LageFlur: 9, Flurstück: 42/1, 44/1                                   | |                        | 8238 DDB   |
| Villa Victoria                                | Villa Victoria                                                              | Kirdorf, Paul-Ehrlich-Weg 2 LageFlur: 8, Flurstück: 40/1, 40/2                                   | | 1865 bis 1875          | 8240 DDB   |
| Villa                                         | Villa                                                                       | Kirdorf, Paul-Ehrlich-Weg 4 LageFlur: 8, Flurstück: 37/1                                         | | 1865 bis 1875          | 8242 DDB   |
| Bild gesucht BW                               | Kurpark, Hasensteine                                                        | Kirdorf, Paul-Ehrlich-Weg (Kaiser-Friedrich-Promenade) LageFlur: 9, Flurstück: 294/7             | |                        | 827558 DDB |
| Kurpark, Bildnis Lenné                        | Kurpark, Bildnis Lenné                                                      | Kirdorf, Paul-Ehrlich-Weg (Kaiser-Friedrich-Promenade) LageFlur: 9, Flurstück: 294/7             | | 1845 bis 1855          | 8031 DDB   |
| Kurpark, Denkmale auf dem Schmuckplatz        | Kurpark, Denkmale auf dem Schmuckplatz                                      | Kirdorf, Paul-Ehrlich-Weg (Kaiser-Friedrich-Promenade) LageFlur: 9, Flurstück: 294/7             | | 1902                   | 8017 DDB   |
| weitere Bilder                                | Kurpark, Thai Sala                                                          | Kirdorf, Paul-Ehrlich-Weg (Kaiser-Friedrich-Promenade) LageFlur: 9, Flurstück: 294/7             | |                        | 8010 DDB   |
| weitere Bilder                                | Kurpark, Bildnis Dr. Bircher-Benner                                         | Kirdorf, Paul-Ehrlich-Weg (Kaiser-Friedrich-Promenade) LageFlur: 9, Flurstück: 294/7             | Der Bildhauer Georg Krämer schuf 1965 die Bronzebüste des Arztes Dr. Maximilian Oskar Bircher-Benner (1867–1939) | 1965                   | 8033 DDB   |
| weitere Bilder                                | Kurpark, Denkmal Friedrich Hölderlin                                        | Kirdorf, Paul-Ehrlich-Weg (Kaiser-Friedrich-Promenade) LageFlur: 9, Flurstück: 294/7             | | 1883                   | 8015 DDB   |
| Fachwerkwohnhaus                              | Fachwerkwohnhaus                                                            | Kirdorf, Raiffeisenstraße 1 LageFlur: 12, Flurstück: 154                                         | |                        | 8248 DDB   |
| Fachwerkwohnhaus                              | Fachwerkwohnhaus                                                            | Kirdorf, Raiffeisenstraße 6 LageFlur: 12, Flurstück: 245/1                                       | |                        | 8250 DDB   |
| Fachwerkwohnhaus                              | Fachwerkwohnhaus                                                            | Kirdorf, Raiffeisenstraße 8 LageFlur: 12, Flurstück: 254/2                                       | | 1725 bis 1775          | 8252 DDB   |
| Kirdorf, Schillerstraße 29                    | Villa mit Ausstattung und Einfriedung                                       | Kirdorf, Schillerstraße 29 LageFlur: 22, Flurstück: 109/7                                        | | 1965                   | 8326 DDB   |
| weitere Bilder                                | Villa                                                                       | Kirdorf, Schwedenpfad 24 LageFlur: 9, Flurstück: 173/10                                          | | 1895 bis 1905          | 8374 DDB   |
| Steingasse 1                                  | Fachwerkwohnhaus                                                            | Kirdorf, Steingasse 1 LageFlur: 12, Flurstück: 529/268                                           | | 1725 bis 1775          | 8396 DDB   |
| Gedenksäule                                   | Gedenksäule                                                                 | Kirdorf, Usinger Weg 100 LageFlur: 19, Flurstück: 165/1                                          | | 1894                   | 8416 DDB   |
| Sanatorium und Tor                            | Sanatorium und Tor                                                          | Kirdorf, Viktoriaweg 18 LageFlur: 20, Flurstück: 56/1                                            | Klinik Dr. Baumstark | 1911                   | 8426 DDB   |
| weitere Bilder                                | Evangelische Gedächtniskirche                                               | Kirdorf, Weberstraße 16 LageFlur: 1, Flurstück: 334/1                                            | | 1913                   | 7567 DDB   |

## Ehemalige Kulturdenkmäler
| Bild                                                 | Bezeichnung | Lage                                                    | Beschreibung                                                        | Bauzeit                | Objekt-Nr. |
| ---------------------------------------------------- | ----------- | ------------------------------------------------------- | ------------------------------------------------------------------- | ---------------------- | ---------- |
| Hofeinfahrt zum abgerissenen Gebäude Hölderlinweg 18 | Wohnhaus    | Kirdorf, Hölderlinweg 18 LageFlur: 7, Flurstück: 494/14 | Hofeinfahrt zum abgerissenen Gebäude das unter Denkmalschutz stand. | Anfang 20. Jahrhundert | 7816 DDB   |